# Deuxième district congressionnel de l'Idaho
Le 2e district congressionnel de l'Idaho est l'un des districts de l'État américain de l'Idaho, dans la partie orientale de l'État. À partir des élections de 2012, le district s'est étendu vers l'ouest et comprend désormais la majeure partie de Boise, la capitale de l'État et la plus grande ville. Le district est actuellement représenté par le Républicain Mike Simpson. Ancien dentiste de Blackfoot, il a été élu pour la première fois en 1998; le siège s'est ouvert lorsque son prédécesseur Mike Crapo s'est présenté avec succès au Sénat américain.

## Histoire
Après la création de l'État en 1890, l'Idaho avait un siège unique au Congrès jusqu'aux élections de 1910, un siège at-large. À la suite du recensement de 1910, l'Idaho a obtenu son deuxième siège à la Chambre; il a été pourvu pour la première fois en 1912, mais l'État ne l'a pas immédiatement divisé en deux districts. Lors des élections de 1916, les deux étaient des sièges at-llarge dans tout l'État. La première élection dans l'Idaho avec deux districts congressionnels a eu lieu en 1918.
À la suite du recensement et du redécoupage de 2010, le 2e district a été légèrement poussé vers l'ouest, reprenant une grande partie du nord-est du Comté d'Ada, y compris la majeure partie de Boise. Il couvre désormais toute la capitale au nord de l'Interstate 84. Le 1er district a longtemps été considéré comme "le district de Boise", car il couvrait historiquement la majeure partie de Boise. Cependant, une augmentation significative de la population directement à l'ouest de Boise au cours de la décennie précédente, dans l'ouest du Comté d'Ada et du Comté de Canyon, a fait perdre au 1er l'essentiel de sa part de la capitale. Le 1er continue de desservir la plupart des banlieues de Boise; dans le Comté d'Ada lui-même, il continue d'inclure Meridian, Eagle et West Boise, au sud de l'Interstate 84.
Les autres grandes villes du 2e district comprennent Idaho Falls, Pocatello, Twin Falls, Rexburg, Hailey et Sun Valley. L'Église de Jésus-Christ des Saints des Derniers Jours a une forte présence dans le quartier; un membre de l'Église LDS a représenté ce district sans interruption depuis 1951.

## Géographie
Le 2e district comprend l'intégralité des villes suivantes, à l'exception d'Ada, qu'il partage avec le 1er district. Les municipalités du Comté d'Ada incluses dans le 2e district comprennent Avimor, Hidden Springs, Garden City et des parties de Boise.
| #  | Comté      | Siège          | Population |
| -- | ---------- | -------------- | ---------- |
| 1  | Ada        | Boise          | 524 673    |
| 5  | Bannock    | Pocatello      | 90 400     |
| 7  | Bear Lake  | Paris          | 6766       |
| 11 | Bingham    | Blackfoot      | 50 395     |
| 13 | Blaine     | Hailey         | 25 041     |
| 19 | Bonneville | Idaho Falls    | 131 366    |
| 23 | Butte      | Arco           | 2758       |
| 25 | Camas      | Fairfield      | 1232       |
| 29 | Caribou    | Soda Springs   | 7219       |
| 31 | Cassia     | Burley         | 25 696     |
| 33 | Clark      | Dubois         | 801        |
| 37 | Custer     | Challis        | 4532       |
| 39 | Elmore     | Mountain Home  | 29 724     |
| 41 | Franklin   | Preston        | 15 494     |
| 43 | Fremont    | St. Anthony    | 14 196     |
| 47 | Gooding    | Gooding        | 16 061     |
| 51 | Jefferson  | Rigby          | 34 198     |
| 53 | Jerome     | Jerome         | 25 479     |
| 59 | Lehmi      | Salmon         | 8441       |
| 63 | Minidoka   | Rupert         | 22 480     |
| 65 | Madison    | Rexburg        | 54 547     |
| 71 | Oneida     | Malad City     | 4953       |
| 77 | Power      | American Falls | 8253       |
| 81 | Teton      | Driggs         | 12 549     |
| 83 | Twin Falls | Twin Falls     | 95 156     |

## Historique de vote
| Année | Poste                 | Résultats                 |
| ----- | --------------------- | ------------------------- |
| 2000  | Président             | Bush 67,0 % - 28,0 %      |
| 2004  | Président             | Bush 69,0 % - 30,0 %      |
| 2008  | Président             | McCain 60,5 % - 37,1 %    |
| 2012  | Président             | Romeny 64,1 % - 33,1 %    |
| 2016  | Président             | Trump 54,5 % - 29,8 %     |
| 2016  | Sénateur              | Crapo 63,1 % - 30,4 %     |
| 2016  | Gouverneur            | Little 55,6 % - 42,0 %    |
| 2018  | Lieutenant Gouverneur | McGeachin 55,1 % - 44,9 % |
| 2018  | Procureur Général     | Wasden 61,7 % - 38,3 %    |
| 2020  | Sénateur              | Risch 58,7 % - 36,9 %     |
| 2020  | Président             | Trump 60,1 % - 36,6 %     |

## Liste des Représentants du district
| Membre                          | Parti       | Années                           | Congrès     | Histoire électorale |
| ------------------------------- | ----------- | -------------------------------- | ----------- | --- |
| District établit le 4 mars 1919 |             |                                  |             | |
| Addison Smith (en)              | Républicain | 4 mars 1919 - 3 mars 1933        | 66e - 72e   | Redécoupage depuis le district at-large et réélu en 1918. Réélu en 1920. Réélu en 1922. Réélu en 1924. Réélu en 1926. Réélu en 1928. Réélu en 1930. Perds sa réélection.                         |
| Thomas Coffin (en)              | Démocrate   | 4 mars 1933 - 8 juin 1934        | 73e         | Élu en 1932. Décès. |
| Vacant                          | Vacant      | 6 juin 1934 - 3 janvier 1935     | 73e         | |
| D. Worth Clark (en)             | Démocrate   | 3 janvier 1935 - 3 janvier 1939  | 74e , 75e   | Élu en 1934. Réélu en 1936. Retrait pour se présenter comme Sénateur des États-Unis. |
| Henry Dworshak (en)             | Républicain | 3 janvier 1939 - 5 novembre 1946 | 76e - 79e   | Élu en 1938. Réélu en 1940. Réélu en 1942. Réélu en 1944. Démissionne lorsqu'élu au Sénat des États-Unis.                                                                                        |
| Vacant                          | Vacant      | 5 novembre 1946 - 3 janvier 1947 | 79e         | |
| John Sanborn (en)               | Républicain | 3 janvier 1947 - 3 janvier 1951  | 80e , 81e   | Élu en 1946. Réélu en 1948. Retrait pour se présenter comme Sénateur des États-Unis. |
| Hamer Budge (en)                | Républicain | 3 janvier 1951 - 3 janvier 1961  | 82e - 86e   | Élu en 1950. Réélu en 1952. Réélu en 1954. Réélu en 1956. Réélu en 1958. Perds sa réélection. |
| Ralph Harding (en)              | Démocrate   | 3 janvier 1961 - 3 janvier 1965  | 87e , 88e   | Élu en 1960. Réélu en 1962. Perds sa réélection. |
| George Hansen                   | Républicain | 3 janvier 1965 - 3 janvier 1969  | 89e , 90e   | Élu en 1964. Réélu en 1966. Retrait pour se présenter comme Sénateur des États-Unis. |
| Orval Hansen (en)               | Républicain | 3 janvier 1969 - 3 janvier 1975  | 91e - 93e   | Élu en 1968. Réélu en 1970. Réélu en 1978. Réélu en 1980. Réélu en 1982. Perds sa réélection. |
| George Hansen                   | Républicain | 3 janvier 1975 - 3 janvier 1985  | 94e - 98e   | Élu en 1974. Réélu en 1976. Réélu en 1978. Réélu en 1980. Réélu en 1982. Perds sa réélection. |
| Richard Stallings               | Démocrate   | 3 janvier 1985 - 3 janvier 1993  | 99e - 102e  | Élu en 1984. Réélu en 1986. Réélu en 1988. Réélu en 1990. Retrait pour se présenter comme Sénateur des États-Unis.                                                                               |
| Mike Crapo                      | Républicain | 3 janvier 1993 - 3 janvier 1999  | 103e - 105e | Élu en 1992. Réélu en 1994. Réélu en 1996. Retrait pour se présenter comme Sénateur des États-Unis.                                                                                              |
| Mike Simpson                    | Républicain | 3 janvier 1999 - Présent         | 106e - 118e | Élu en 1998. Réélu en 2000. Réélu en 2002. Réélu en 2004. Réélu en 2006. Réélu en 2008. Réélu en 2010. Réélu en 2012. Réélu en 2014. Réélu en 2016. Réélu en 2018. Réélu en 2020. Réélu en 2022. |

## Résultats des récentes élections
Voici les résultats des dix précédents cycles électoraux dans le district.

## Frontières historiques du district

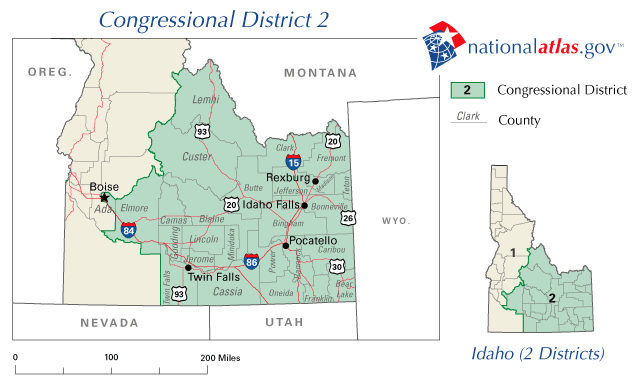
2003 - 2013

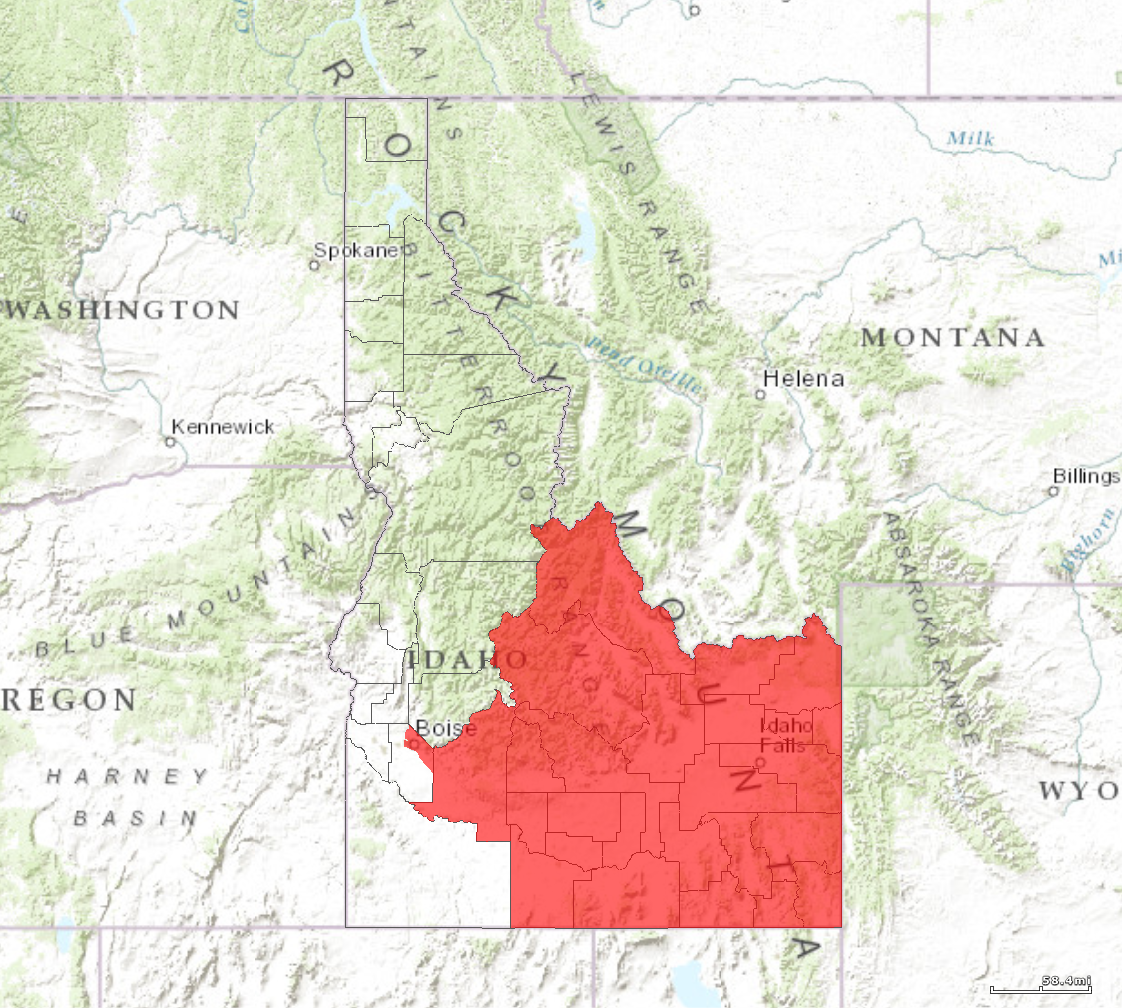
2013 - 2023

### 2004
| Élection de 2004 du 2e district congressionnel de l'Idaho | Élection de 2004 du 2e district congressionnel de l'Idaho | Élection de 2004 du 2e district congressionnel de l'Idaho | Élection de 2004 du 2e district congressionnel de l'Idaho | Élection de 2004 du 2e district congressionnel de l'Idaho |
| --------------------------------------------------------- | --------------------------------------------------------- | --------------------------------------------------------- | --------------------------------------------------------- | --------------------------------------------------------- |
| Parti                                                     | Parti                                                     | Candidat                                                  | Votes                                                     | %                                                         |
|                                                           | Républicain                                               | Mike Simpson (sortant)                                    | 193 704                                                   | 70,74                                                     |
|                                                           | Démocrate                                                 | Lin Whitworth                                             | 80 133                                                    | 29,26                                                     |
| Total des votes                                           | Total des votes                                           | Total des votes                                           | 273 837                                                   | 100%                                                      |
|                                                           | Les Républicains conservent                               |                                                           |                                                           |                                                           |

### 2006
| Élection de 2006 du 2e district congressionnel de l'Idaho | Élection de 2006 du 2e district congressionnel de l'Idaho | Élection de 2006 du 2e district congressionnel de l'Idaho | Élection de 2006 du 2e district congressionnel de l'Idaho | Élection de 2006 du 2e district congressionnel de l'Idaho |
| --------------------------------------------------------- | --------------------------------------------------------- | --------------------------------------------------------- | --------------------------------------------------------- | --------------------------------------------------------- |
| Parti                                                     | Parti                                                     | Candidat                                                  | Votes                                                     | %                                                         |
|                                                           | Républicain                                               | Mike Simpson (sortant)                                    | 132 262                                                   | 62,0                                                      |
|                                                           | Démocrate                                                 | Jim D. Hansen                                             | 73 441                                                    | 34,43                                                     |
|                                                           | Indépendant                                               | Cameron Forth                                             | 5113                                                      | 2,40                                                      |
|                                                           | Constitution                                              | Travis J. Hedrick                                         | 2516                                                      | 1,18                                                      |
| Total des votes                                           | Total des votes                                           | Total des votes                                           | 213 332                                                   | 100%                                                      |
|                                                           | Les Républicains conservent                               |                                                           |                                                           |                                                           |

### 2008
| Élection de 2008 du 2e district congressionnel de l'Idaho | Élection de 2008 du 2e district congressionnel de l'Idaho | Élection de 2008 du 2e district congressionnel de l'Idaho | Élection de 2008 du 2e district congressionnel de l'Idaho | Élection de 2008 du 2e district congressionnel de l'Idaho |
| --------------------------------------------------------- | --------------------------------------------------------- | --------------------------------------------------------- | --------------------------------------------------------- | --------------------------------------------------------- |
| Parti                                                     | Parti                                                     | Candidat                                                  | Votes                                                     | %                                                         |
|                                                           | Républicain                                               | Mike Simpson (sortant)                                    | 205 777                                                   | 70,89                                                     |
|                                                           | Démocrate                                                 | Debbie Holmes                                             | 83 873                                                    | 28,90                                                     |
|                                                           | No Party                                                  | Autres                                                    | 612                                                       | 0,21                                                      |
| Total des votes                                           | Total des votes                                           | Total des votes                                           | 290 267                                                   | 100%                                                      |
|                                                           | Les Républicains conservent                               |                                                           |                                                           |                                                           |

### 2010
| Élection de 2010 du 2e district congressionnel de l'Idaho | Élection de 2010 du 2e district congressionnel de l'Idaho | Élection de 2010 du 2e district congressionnel de l'Idaho | Élection de 2010 du 2e district congressionnel de l'Idaho | Élection de 2010 du 2e district congressionnel de l'Idaho |
| --------------------------------------------------------- | --------------------------------------------------------- | --------------------------------------------------------- | --------------------------------------------------------- | --------------------------------------------------------- |
| Parti                                                     | Parti                                                     | Candidat                                                  | Votes                                                     | %                                                         |
|                                                           | Républicain                                               | Mike Simpson (sortant)                                    | 137 468                                                   | 68,83                                                     |
|                                                           | Démocrate                                                 | Mike Crawford                                             | 48 749                                                    | 24,41                                                     |
|                                                           | Indépendant                                               | Brian Schad                                               | 13 500                                                    | 6,76                                                      |
| Total des votes                                           | Total des votes                                           | Total des votes                                           | 199 717                                                   | 100%                                                      |
|                                                           | Les Républicains conservent                               |                                                           |                                                           |                                                           |

### 2012
| Élection de 2012 du 2e district congressionnel de l'Idaho | Élection de 2012 du 2e district congressionnel de l'Idaho | Élection de 2012 du 2e district congressionnel de l'Idaho | Élection de 2012 du 2e district congressionnel de l'Idaho | Élection de 2012 du 2e district congressionnel de l'Idaho |
| --------------------------------------------------------- | --------------------------------------------------------- | --------------------------------------------------------- | --------------------------------------------------------- | --------------------------------------------------------- |
| Parti                                                     | Parti                                                     | Candidat                                                  | Votes                                                     | %                                                         |
|                                                           | Républicain                                               | Mike Simpson (sortant)                                    | 207 412                                                   | 65,10                                                     |
|                                                           | Démocrate                                                 | Nicole LeFavour                                           | 110 847                                                   | 34,80                                                     |
|                                                           | No Party                                                  | Autres                                                    | 235                                                       | 0,10                                                      |
| Total des votes                                           | Total des votes                                           | Total des votes                                           | 318 494                                                   | 100%                                                      |
|                                                           | Les Républicains conservent                               |                                                           |                                                           |                                                           |

### 2014
| Élection de 2014 du 2e district congressionnel de l'Idaho | Élection de 2014 du 2e district congressionnel de l'Idaho | Élection de 2014 du 2e district congressionnel de l'Idaho | Élection de 2014 du 2e district congressionnel de l'Idaho | Élection de 2014 du 2e district congressionnel de l'Idaho |
| --------------------------------------------------------- | --------------------------------------------------------- | --------------------------------------------------------- | --------------------------------------------------------- | --------------------------------------------------------- |
| Parti                                                     | Parti                                                     | Candidat                                                  | Votes                                                     | %                                                         |
|                                                           | Républicain                                               | Mike Simpson (sortant)                                    | 131 492                                                   | 61,36                                                     |
|                                                           | Démocrate                                                 | Richard Stallings                                         | 82 801                                                    | 38,64                                                     |
| Total des votes                                           | Total des votes                                           | Total des votes                                           | 214 293                                                   | 100%                                                      |
|                                                           | Les Républicains conservent                               |                                                           |                                                           |                                                           |

### 2016
| Élection de 2016 du 2e district congressionnel de l'Idaho | Élection de 2016 du 2e district congressionnel de l'Idaho | Élection de 2016 du 2e district congressionnel de l'Idaho | Élection de 2016 du 2e district congressionnel de l'Idaho | Élection de 2016 du 2e district congressionnel de l'Idaho |
| --------------------------------------------------------- | --------------------------------------------------------- | --------------------------------------------------------- | --------------------------------------------------------- | --------------------------------------------------------- |
| Parti                                                     | Parti                                                     | Candidat                                                  | Votes                                                     | %                                                         |
|                                                           | Républicain                                               | Mike Simpson (sortant)                                    | 205 292                                                   | 62,93                                                     |
|                                                           | Démocrate                                                 | Jennifer Martinez                                         | 95 940                                                    | 29,41                                                     |
|                                                           | Constitution                                              | Anthony Tomkins                                           | 25 005                                                    | 7,66                                                      |
| Total des votes                                           | Total des votes                                           | Total des votes                                           | 326 237                                                   | 100%                                                      |
|                                                           | Les Républicains conservent                               |                                                           |                                                           |                                                           |

### 2018
| Élection de 2018 du 2e district congressionnel de l'Idaho | Élection de 2018 du 2e district congressionnel de l'Idaho | Élection de 2018 du 2e district congressionnel de l'Idaho | Élection de 2018 du 2e district congressionnel de l'Idaho | Élection de 2018 du 2e district congressionnel de l'Idaho |
| --------------------------------------------------------- | --------------------------------------------------------- | --------------------------------------------------------- | --------------------------------------------------------- | --------------------------------------------------------- |
| Parti                                                     | Parti                                                     | Candidat                                                  | Votes                                                     | %                                                         |
|                                                           | Républicain                                               | Mike Simpson (sortant)                                    | 170 274                                                   | 60,67                                                     |
|                                                           | Démocrate                                                 | Aaron Swisher                                             | 110 381                                                   | 39,33                                                     |
| Total des votes                                           | Total des votes                                           | Total des votes                                           | 280 655                                                   | 100%                                                      |
|                                                           | Les Républicains conservent                               |                                                           |                                                           |                                                           |

### 2020
| Élection de 2020 du 2e district congressionnel de l'Idaho | Élection de 2020 du 2e district congressionnel de l'Idaho | Élection de 2020 du 2e district congressionnel de l'Idaho | Élection de 2020 du 2e district congressionnel de l'Idaho | Élection de 2020 du 2e district congressionnel de l'Idaho |
| --------------------------------------------------------- | --------------------------------------------------------- | --------------------------------------------------------- | --------------------------------------------------------- | --------------------------------------------------------- |
| Parti                                                     | Parti                                                     | Candidat                                                  | Votes                                                     | %                                                         |
|                                                           | Républicain                                               | Mike Simpson (sortant)                                    | 250 678                                                   | 64,01                                                     |
|                                                           | Démocrate                                                 | Aaron Swisher                                             | 124 151                                                   | 31,07                                                     |
|                                                           | Constitution                                              | Pro-Life                                                  | 8573                                                      | 2,02                                                      |
|                                                           | Libertarien                                               | Idaho Sierra Law                                          | 7940                                                      | 2,00                                                      |
| Total des votes                                           | Total des votes                                           | Total des votes                                           | 391 342                                                   | 100%                                                      |
|                                                           | Les Républicains conservent                               |                                                           |                                                           |                                                           |

### 2022
| Primaire Républicaine de 2022 du 2e district congressionnel de l'Idaho | Primaire Républicaine de 2022 du 2e district congressionnel de l'Idaho | Primaire Républicaine de 2022 du 2e district congressionnel de l'Idaho | Primaire Républicaine de 2022 du 2e district congressionnel de l'Idaho | Primaire Républicaine de 2022 du 2e district congressionnel de l'Idaho |
| ---------------------------------------------------------------------- | ---------------------------------------------------------------------- | ---------------------------------------------------------------------- | ---------------------------------------------------------------------- | ---------------------------------------------------------------------- |
| Parti                                                                  | Parti                                                                  | Candidat                                                               | Votes                                                                  | %                                                                      |
|                                                                        | Républicain                                                            | Mike Simpson (sortant)                                                 | 67 177                                                                 | 54,6                                                                   |
|                                                                        | Républicain                                                            | Bryan Smith                                                            | 40 267                                                                 | 32,7                                                                   |
|                                                                        | Républicain                                                            | Flint Christensen                                                      | 7113                                                                   | 5,8                                                                    |
|                                                                        | Républicain                                                            | Chris Porter                                                           | 6357                                                                   | 5,1                                                                    |
|                                                                        | Républicain                                                            | Daniel Algiers Lucas Levy                                              | 2185                                                                   | 1,8                                                                    |

| Primaire Démocrate de 2022 du 2e district congressionnel de l'Idaho | Primaire Démocrate de 2022 du 2e district congressionnel de l'Idaho | Primaire Démocrate de 2022 du 2e district congressionnel de l'Idaho | Primaire Démocrate de 2022 du 2e district congressionnel de l'Idaho | Primaire Démocrate de 2022 du 2e district congressionnel de l'Idaho |
| ------------------------------------------------------------------- | ------------------------------------------------------------------- | ------------------------------------------------------------------- | ------------------------------------------------------------------- | ------------------------------------------------------------------- |
| Parti                                                               | Parti                                                               | Candidat                                                            | Votes                                                               | %                                                                   |
|                                                                     | Démocrate                                                           | Wendy Norman                                                        | 17 150                                                              | 100%                                                                |

| Élection de 2022 du 2e district congressionnel de l'Idaho | Élection de 2022 du 2e district congressionnel de l'Idaho | Élection de 2022 du 2e district congressionnel de l'Idaho | Élection de 2022 du 2e district congressionnel de l'Idaho | Élection de 2022 du 2e district congressionnel de l'Idaho |
| --------------------------------------------------------- | --------------------------------------------------------- | --------------------------------------------------------- | --------------------------------------------------------- | --------------------------------------------------------- |
| Parti                                                     | Parti                                                     | Candidat                                                  | Votes                                                     | %                                                         |
|                                                           | Républicain                                               | Mike Simpson (sortant)                                    | 172 450                                                   | 63,6                                                      |
|                                                           | Démocrate                                                 | Wendy Norman                                              | 98 736                                                    | 36,4                                                      |
| Total des votes                                           | Total des votes                                           | Total des votes                                           | 271 186                                                   | 100%                                                      |
|                                                           | Les Républicains conservent                               |                                                           |                                                           |                                                           |

### 2024
| Primaire Républicaine de 2024 du 2e district congressionnel de l'Idaho | Primaire Républicaine de 2024 du 2e district congressionnel de l'Idaho | Primaire Républicaine de 2024 du 2e district congressionnel de l'Idaho | Primaire Républicaine de 2024 du 2e district congressionnel de l'Idaho | Primaire Républicaine de 2024 du 2e district congressionnel de l'Idaho |
| ---------------------------------------------------------------------- | ---------------------------------------------------------------------- | ---------------------------------------------------------------------- | ---------------------------------------------------------------------- | ---------------------------------------------------------------------- |
| Parti                                                                  | Parti                                                                  | Candidat                                                               | Votes                                                                  | %                                                                      |
|                                                                        | Républicain                                                            | Mike Simpson (sortant)                                                 | 53 476                                                                 | 54,7                                                                   |
|                                                                        | Républicain                                                            | Scott Cleveland                                                        | 35 036                                                                 | 35,8                                                                   |
|                                                                        | Républicain                                                            | Sean Higgins                                                           | 9333                                                                   | 9,5                                                                    |

| Primaire Démocrate de 2024 du 2e district congressionnel de l'Idaho | Primaire Démocrate de 2024 du 2e district congressionnel de l'Idaho | Primaire Démocrate de 2024 du 2e district congressionnel de l'Idaho | Primaire Démocrate de 2024 du 2e district congressionnel de l'Idaho | Primaire Démocrate de 2024 du 2e district congressionnel de l'Idaho |
| ------------------------------------------------------------------- | ------------------------------------------------------------------- | ------------------------------------------------------------------- | ------------------------------------------------------------------- | ------------------------------------------------------------------- |
| Parti                                                               | Parti                                                               | Candidat                                                            | Votes                                                               | %                                                                   |
|                                                                     | Démocrate                                                           | David Roth                                                          | 17 234                                                              | 100%                                                                |

| Primaire Libertarienne de 2024 du 2e district congressionnel de l'Idaho | Primaire Libertarienne de 2024 du 2e district congressionnel de l'Idaho | Primaire Libertarienne de 2024 du 2e district congressionnel de l'Idaho | Primaire Libertarienne de 2024 du 2e district congressionnel de l'Idaho | Primaire Libertarienne de 2024 du 2e district congressionnel de l'Idaho |
| ----------------------------------------------------------------------- | ----------------------------------------------------------------------- | ----------------------------------------------------------------------- | ----------------------------------------------------------------------- | ----------------------------------------------------------------------- |
| Parti                                                                   | Parti                                                                   | Candidat                                                                | Votes                                                                   | %                                                                       |
|                                                                         | Libertarien                                                             | Todd Corsetti                                                           | 315                                                                     | 100%                                                                    |

| Primaire du Parti de la Constitution de 2024 du 2e district congressionnel de l'Idaho | Primaire du Parti de la Constitution de 2024 du 2e district congressionnel de l'Idaho | Primaire du Parti de la Constitution de 2024 du 2e district congressionnel de l'Idaho | Primaire du Parti de la Constitution de 2024 du 2e district congressionnel de l'Idaho | Primaire du Parti de la Constitution de 2024 du 2e district congressionnel de l'Idaho |
| ------------------------------------------------------------------------------------- | ------------------------------------------------------------------------------------- | ------------------------------------------------------------------------------------- | ------------------------------------------------------------------------------------- | ------------------------------------------------------------------------------------- |
| Parti                                                                                 | Parti                                                                                 | Candidat                                                                              | Votes                                                                                 | %                                                                                     |
|                                                                                       | Constitution                                                                          | Idaho Law                                                                             | 102                                                                                   | 51,0                                                                                  |
|                                                                                       | Constitution                                                                          | Pro-Life                                                                              | 98                                                                                    | 49,0                                                                                  |

| Élection de 2024 du 2e district congressionnel de l'Idaho | Élection de 2024 du 2e district congressionnel de l'Idaho | Élection de 2024 du 2e district congressionnel de l'Idaho | Élection de 2024 du 2e district congressionnel de l'Idaho | Élection de 2024 du 2e district congressionnel de l'Idaho |
| --------------------------------------------------------- | --------------------------------------------------------- | --------------------------------------------------------- | --------------------------------------------------------- | --------------------------------------------------------- |
| Parti                                                     | Parti                                                     | Candidat                                                  | Votes                                                     | %                                                         |
|                                                           | Républicain                                               | Mike Simpson (sortant)                                    | 250 119                                                   | 61,4                                                      |
|                                                           | Démocrate                                                 | David Roth                                                | 126 229                                                   | 31,0                                                      |
|                                                           | Libertarien                                               | Todd Corsetti                                             | 21 310                                                    | 5,2                                                       |
|                                                           | Constitution                                              | Idaho Law                                                 | 9804                                                      | 2,4                                                       |
| Total des votes                                           | Total des votes                                           | Total des votes                                           | 407 462                                                   | 100%                                                      |
|                                                           | Les Républicains conservent                               |                                                           |                                                           |                                                           |